# Brent Sopel
Brent Bernard Sopel (* 7. Januar 1977 in Calgary, Alberta) ist ein ehemaliger kanadischer Eishockeyspieler. Der Verteidiger absolvierte zwischen 1999 und 2011 über 700 Spiele in der National Hockey League, den Großteil davon für die Vancouver Canucks und die Chicago Blackhawks, mit denen er 2010 den Stanley Cup gewann. Darüber hinaus kam Sopel in seiner insgesamt 20 Spielzeiten andauernden Profikarriere auf 223 Einsätze in der American Hockey League sowie 168 Spiele in der Kontinentalen Hockey-Liga.

## Karriere
Sopel begann seine Karriere 1993 in der kanadischen Juniorenliga Western Hockey League bei den Saskatoon Blades. Während des NHL Entry Draft 1995 wurde er von den Verantwortlichen der Vancouver Canucks in der sechsten Runde an insgesamt 144. Position ausgewählt. Der Rechtsschütze verblieb weitere zwei Jahre in der WHL bei den Swift Current Broncos, ehe er im Sommer 1997 in die American Hockey League (AHL) zu den Syracuse Crunch, dem damaligen Farmteam der Vancouver Canucks, wechselte. Seine ersten Einsätze in der NHL erhielt der gelernte Verteidiger während der Saison 1998/99, als er fünf Spiele für die Canucks absolvierte. Nachdem er im folgenden Jahr erneut überwiegend in der AHL zum Einsatz gekommen war und lediglich in 18 NHL-Partien eingesetzt worden war, gelang ihm in der Spielzeit 2000/01 der Durchbruch. Fortan gehörte er zum Stammkader der Canucks und absolvierte nahezu alle Spiele der regulären Saison.
Die Saison 2004/05 setzte Sopel auf Grund des Lockouts in der NHL komplett aus. Ein Jahr später, am 3. August 2005 wurde er zu den New York Islanders transferiert, die im Gegenzug ein konditionales Sechstrunden-Wahlrecht für den NHL Entry Draft 2006 an die Canucks abgaben. Anschließend trug er 57 Mal das Trikot der Islanders und erzielte dabei 27 Scorerpunkte, bevor er im März 2006 samt Mark Parrish an die Los Angeles Kings abgegeben wurde. Im Gegenzug erhielten die Islanders Denis Grebeschkow, Jeff Tambellini sowie ein Drittrunden-Wahlrecht für den NHL Entry Draft 2006. Nach etwas weniger als einem Jahr bei den Kings wurde der Verteidiger im Februar zurück zu den Vancouver Canucks transferiert, die für ihn ein Zweitrunden-Wahlrecht für den NHL Entry Draft 2007 sowie ein Viertrunden-Wahlrecht für den NHL Entry Draft 2008 nach Los Angeles schickten.

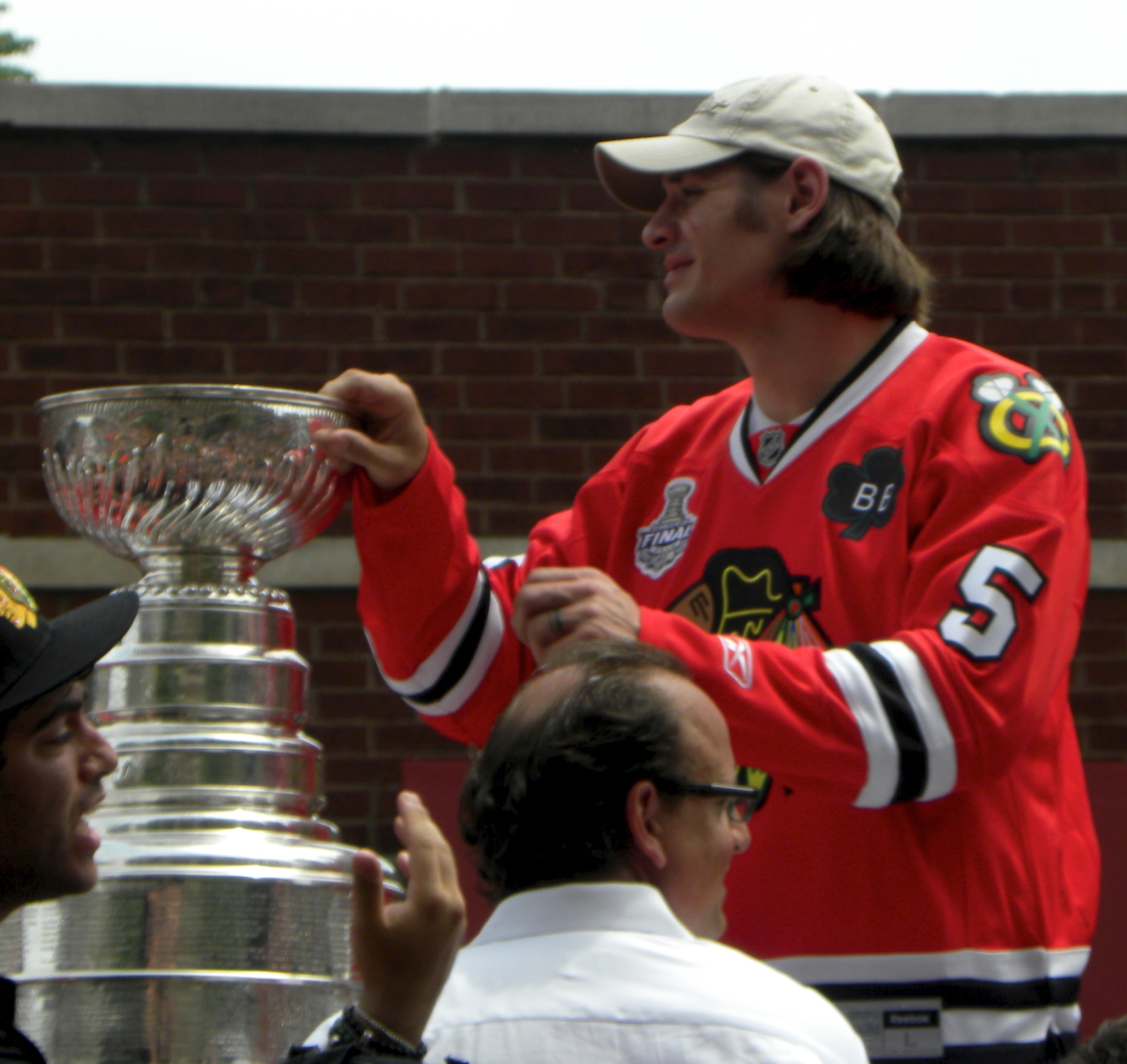
Sopel mit dem Stanley Cup (2010)

Im Sommer 2007 schloss sich Sopel als Free Agent den Chicago Blackhawks an, die ihn mit einem Einjahresvertrag ausstatteten, welcher ihm rund 1,5 Millionen Dollar garantierte. Zuvor hatte er bereits ein Angebot der Detroit Red Wings ausgeschlagen, die ihm deutlich weniger Geld geboten hatten. Zum Ende der Saison 2007/08 verlängerte das Management der Blackhawks seinen Vertrag um weitere drei Jahre. In dieser Zeit verdiente er sieben Millionen Dollar. In der Saison 2009/10 gewann er mit Chicago die Playoffs um den Stanley Cup. Im Juni 2010 wurde er in einem größeren Transfergeschäft samt Dustin Byfuglien, Ben Eager und Akim Aliu an die Atlanta Thrashers abgegeben, während im Gegenzug Marty Reasoner, Joey Crabb, Jeremy Morin und zwei Wahlrechte für den NHL Entry Draft 2010 nach Chicago wechselten. Bei den Thrashers bekleidete er während der Saison 2010/11 einen Stammplatz, ehe der Verteidiger im Februar 2011 gemeinsam mit Nigel Dawes im Austausch für Ben Maxwell und ein Viertrunden-Wahlrecht im NHL Entry Draft 2011 an die Canadiens de Montréal abgegeben wurde.
Am 30. Juli 2011 unterzeichnete Sopel einen Zweijahresvertrag bei Metallurg Nowokusnezk aus der Kontinentalen Hockey-Liga. Im Januar 2013 wurde er an Salawat Julajew Ufa abgegeben, nachdem Nowokusnezk keine Chance auf das Erreichen der Playoffs mehr hatte. Nach insgesamt drei Jahren in Russland kehrte der US-Amerikaner zur Saison 2014/15 nach Nordamerika zurück, wo er sich für eine Spielzeit den Chicago Wolves aus der AHL anschloss und dabei auf 29 Einsätze kam. Schließlich verkündete er im Februar 2015 das Ende seiner aktiven Karriere.

## Erfolge und Auszeichnungen
- 2010 Stanley-Cup-Gewinn mit den Chicago Blackhawks

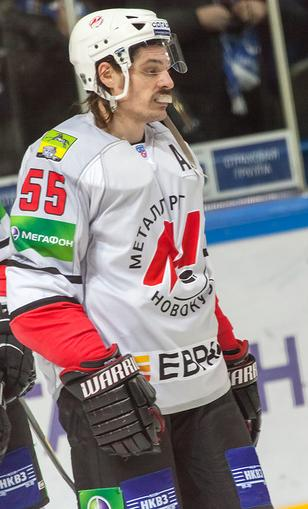
Brent Sopel im Trikot von Metallurg Nowokusnezk (2012)

## Karrierestatistik
(Legende zur Spielerstatistik: Sp oder GP = absolvierte Spiele; T oder G = erzielte Tore; V oder A = erzielte Assists; Pkt oder Pts = erzielte Scorerpunkte; SM oder PIM = erhaltene Strafminuten; +/− = Plus/Minus-Bilanz; PP = erzielte Überzahltore; SH = erzielte Unterzahltore; GW = erzielte Siegtore; 1 Play-downs/Relegation; Kursiv: Statistik nicht vollständig)

## Persönliches
Sopel leidet an Dyslexie und Dysgraphie, jedoch wurden die Erkrankungen bei ihm erst im Erwachsenenalter diagnostiziert. Er engagiert sich in diesem Zusammenhang für mehrere gemeinnützige Organisationen.
Er ist geschieden und Vater von vier Kindern.